# Sawtry
Sawtry är en ort och civil parish i Huntingdonshire, i Cambridgeshire i England. Folkmängden uppgick till 5 252 invånare 2011, på en yta av 1,32 km².